# Пирамидоголовый
Пирамидоголовый (англ. Pyramid Head, яп. 赤い三角頭 Акай санкаку-атама, букв. «Красная Треугольная Голова») — монстр из серии компьютерных игр Silent Hill жанра survival horror, изданной Konami. Также известен как Красное Пирамидальное Нечто, Красная Пирамида, Треугольная голова, Палач и Бугимен. Персонаж был придуман арт-директором второй части серии игр Масахиро Ито. Его характерные особенности — шлем в форме пирамиды, полностью скрывающий лицо, и тенденция к сексуальному насилию. Пирамидоголовый впервые появился в рамках Silent Hill 2, где преследовал протагониста Джеймса Сандерленда. Позже встречался в таких играх, как Silent Hill: Homecoming, Silent Hill: The Arcade, New International Track & Field, Silent Hill: Downpour, Silent Hill: Book of Memories, Dead by Daylight, а также в обеих экранизациях, где его роль исполнил Роберто Кампанелла. 
Являясь отражением чувства вины Джеймса, он был отмечен критиками как один из самых страшных монстров компьютерных игр, один из самых запоминающихся игровых антагонистов и как самое узнаваемое существо в серии. Появление чудовища вне рамок второй части цикла вызвало неоднозначные отзывы рецензентов. Незначительно измененный образ антигероя в первом фильме в основном оставил положительные впечатления у кинокритиков. Другие же обозреватели отмечали отсутствие сюжетной обоснованности присутствия Пирамидоголового в кинофильмах и видеоиграх, а также потерю психологизма образа.

## Имя
Единого названия у этого существа нет. Главный герой Silent Hill 2 называл монстра Pyramid Head (рус. Пирамидоголовый). В официальном руководстве использовалось название Red Pyramid Thing (рус. Окровавленное Пирамидальное Существо). Гай Сихи — актёр, озвучивавший протагониста Джеймса Сандерленда, — называл Пирамидоголового Triangle boy (рус. Треугольный парень). Кристоф Ган, режиссёр фильма «Сайлент Хилл», называл его Red P, сокращенно от Red Pyramid (с англ. — «Красная Пирамида»). Так же он был поименован и в титрах, хотя в самой киноленте сектанты назвали его The Beast (рус. Зверь или Чудовище). Хотя сам Ган считал, что правильное его наименование — Triangle Head (рус. Треугольная Голова), дословный перевод с японского языка (яп. 三角頭). В официальной локализации фильма «Путь тьмы — как создавался мир Сайлент Хилла» (англ. Path of Darkness — Making Silent Hill) от студии «Пифагор» его имя было переведено как «Дровосек». В Silent Hill: Homecoming имя монстра было заменено на Bogeyman (рус. Бугимен). В игре Dead by Daylight персонаж носит титул The Executioner (рус. Палач).

## Появления

### Игры
В Silent Hill 2, после получения письма от своей мёртвой жены Мэри и прибытия в туманный город Сайлент Хилл, протагонист Джеймс Сандерленд сталкивается с Пирамидоголовым несколько раз в течение игры. Впервые он появляется в многоквартирном доме Wood Side Apartments, стоит неподвижно за решёткой и не делает попыток напасть на главного героя. Позже в одной из квартир Джеймс замечает, как Пирамидоголовый насилует и убивает двух Манекенов (англ. Mannequin) — существ, состоящих из переплетённых бёдер и ног:63. Испугавшись, главный герой прячется в шкафу и стреляет в Пирамидоголового несколько раз, заставляя его уйти. Когда Джеймс спрашивает о чудовище другого персонажа, Эдди, тот отвечает, что ничего не знает о нём. В следующий раз протагонист встречает монстра в подвале другого многоквартирного дома, Blue Creek Apartments, где тот насилует Лежащую Фигуру, а затем пытается зарубить Джеймса Великим ножом. Через несколько минут, после включения сирены, он уходит по лестнице под воду:120.
Затем Пирамидоголовый атакует Джеймса на крыше госпиталя Брукхэвен, а после преследует героев — Джеймса и Марию — в подвале госпиталя. Джеймс успевает забежать в лифт, однако Мария погибает:79. После этого Пирамидоголового можно встретить в двух местах в лабиринте под озером Толука. В нём протагонист находит Марию, живую и невредимую, в запертой комнате. Он уходит, обещая найти путь к ней. Невдалеке главный герой обнаруживает Пирамидоголового, вооружённого копьём. После того как Джеймс достигает другой стороны клетки, он обнаруживает, что Мария уже мертва. Наконец, в сгоревшем отеле Джеймс встречает сразу двух палачей — они убивают копьями распятую на металлическом каркасе Марию, а затем вступают в бой с Джеймсом. По окончании боя Пирамидоголовые оканчивают жизнь самоубийством, протыкая себе горло копьями:120.  Изначально предполагалось, что в ремейке Silent Hill 2 появится история происхождения Пирамидоголового, основываясь на описании продукта в сети Best Buy, однако позже стало известно что по факту это был некорректный перевод.
Монстр в Silent Hill: Homecoming встречается трижды. В отеле Grand Hotel Бугимен проходит мимо спрятавшегося протагониста Алекса. Позже он появляется в церкви, где разрубает отца главного героя. Последний раз его можно встретить в одноимённой Bogeyman-концовке, в которой двое Пирамидоголовых водружают пирамиду на голову Алекса. Таким образом, его роль в шестой части серии ограничивается несколькими неинтерактивными сценами. В Origins существо встречается только в качестве картины на стене.
Пирамидоголовый появляется в качестве босса в шутере от первого лица на игровом автомате Silent Hill: The Arcade. Его можно встретить и в компьютерной игре New International Track & Field для Nintendo DS в качестве игрового персонажа, а также в автосимуляторе Konami Krazy Racers в качестве одного из новых персонажей в версии для iOS. У монстра есть небольшая эпизодическая роль в Silent Hill: Downpour. В концовке «Сюрприз» (англ. Surprise) Пирамидоголовый разрезает торт для главного героя Мёрфи, хотя ранее Брайан Гомес (англ. Brian Gomez) из Vatra Games заявлял, что в восьмой части серии его не будет. Продюсер серии Томм Хьюлетт (англ. Tomm Hulett) говорил, что включение Пирамидоголового в Downpour без Джеймса не имеет смысла. Монстр присутствует в качестве противника в Silent Hill: Book of Memories, в которой один из неигровых персонажей выдаёт квест на его убийство.
Пирамидоголовый («Палач») появлялся как игровой персонаж в многопользовательской игре Dead by Daylight в тематическом дополнении Silent Hill. В Dead by Daylight группа из четырёх игроков, управляющих безоружными «выжившими», противостоит одному игроку-«убийце», который пытается поймать и принести в жертву всех своих противников. Особая способность Пирамидоголового позволяет пропахивать Великим ножом борозду в земле — своего рода ловушку; если кто-либо из выживших на неё наступит, на него будет наложен особо опасный эффект «Мучение», облегчающий Пирамидоголовому поимку и жертвоприношение выживших. Масахиро Ито отмечал, что недоволен тем, как дизайн Пирамидоголового в этой игре копирует первоначальный образ монстра из Silent Hill 2 — по его мнению, конкретный облик Пирамидоголового в оригинальной игре был слишком тесно связан с Джеймсом Сандерлендом, будучи «тёмным отражением» его психики, воплощением гнева и ожесточения персонажа по отношению к жене. Ито, в действительности, сам создал ещё один альтернативный дизайн персонажа под названием «Белый Охотник» — с пирамидальным шлёмом чистого белого цвета, без крови и ржавчины — и был бы рад, если бы в Dead by Daylight использовали именно этот дизайн, а не оригинальный. Журналисты предполагали, что «Белый Охотник» Ито был реакцией дизайнера на изменённые образы Пирамидоголового в Silent Hill: Homecoming и фильме «Сайлент Хилл». Появление Пирамидоголового в Dead by Daylight сопровождалось шутливым обсуждением его ягодиц — в описании одного из патчей сообщалось об исправлении ошибки, которая заставляла «зад Палача казаться слишком плоским». Разработчики позже уточнили, что речь об исправлении проблем с анимацией ткани фартука, а не о попытке как-то изменить модель персонажа.

### Экранизации

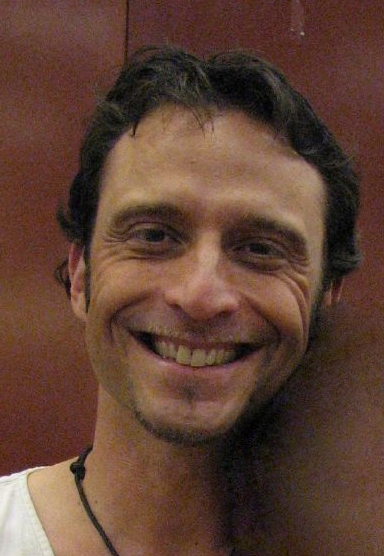
Роберто Кампанелла — исполнитель роли Красной Пирамиды в киноверсиях Silent Hill

Несмотря на то, что сюжет киноадаптации 2006 года основан на событиях первой игры, где Пирамидоголовый отсутствовал, он несколько раз встречается в фильме. Так, в начальной школе Мидвич с приходом тьмы он нападает на Роуз ДаСилву и Сибил Беннет. Пирамидоголовый появляется в кадре среди Тараканов с огромным ножом в одной руке и трупом убитого сектанта в другой; когда женщины запираются от него в комнате, он протыкает стальную дверь своим ножом, а затем просовывает в образовавшуюся щель руку. Сибил расстреливает руку Пирамидоголового в упор из пистолета, заставляя монстра отступить. Позже, когда сектантка Анна забрасывает отступницу Далию Гиллеспи камнями, та указывает на обидчицу пальцем. В этот момент за спиной Анны появляется Пирамидоголовый. Он поднимает Анну в воздух, срывает с неё одежду, освежёвывает одним рывком и бросает содранную кожу в закрывающиеся двери церкви.
Первоначально было неизвестно, появится ли монстр в фильме «Сайлент Хилл 2». Обозреватель сайта Kotaku предположил, что Пирамидоголовый будет фигурировать и во второй экранизации, хотя представители Konami опровергали эту информацию. Так или иначе, 27 июля 2012 года появился официальный трейлер фильма, из которого стало ясно, что монстр всё же присутствует в Silent Hill: Revelation 3D. Во второй картине Пирамидоголовый впервые появлялся в кошмарном сне главной героини Хизер, в котором он вращал карусель. Позже его можно заметить среди рисунков Гарри Мэйсона. В госпитале он, размахивая ножом, отсекал руки нескольким пациентам. В финальной сцене, разворачивавшейся под парком развлечений, Пирамида сражался с Миссионером. Убив монстра, он не тронул Хизер, её отца и Винсента.

### Иные
Монстр — практически единственный знакомый герой, который появляется во вселенной комиксов. Пирамидоголовый встречается в графической новелле 2005 года Silent Hill: Paint it Black (рус. Сайлент Хилл: Покрась это в чёрное) Скотта Цинцина (англ. Scott Ciencin) и Шона Томаса (англ. Shaun Thomas):130-131. У него есть небольшое камео и в комиксе 2008 года Sinner’s Reward (рус. Возмездие над грешником), опубликованное издательством IDW. Автор комикса Том Вальтс (англ. Tom Waltz) впоследствии назвал ошибкой включение этого персонажа в свою работу. По его мнению, Пирамидоголовый является психологической конструкцией, созданной Джеймсом: «В то же время я не думаю, что испортил комикс. Некоторым это очень понравилось. Кое-кто считает, что Пирамидоголовый должен быть во всех историях».
Кроме того, персонаж присутствовал в призрачном аттракционе «Зловещий Пуант» (англ. Sinister Pointe), основанном на франшизе Silent Hill в округе Ориндж, Калифорния, США, проводившимся со 2 по 31 октября 2009 года. В Хеллоуин 2012 года в парках Universal Studios Hollywood и Universal Studios Florida был образован ещё один аттракцион с участием монстра, посвящённый премьере второго фильма. Пирамидоголовый является центральным действующим лицом в ролике Fukuro (рус. Мешок), в котором он насилует других монстров. Видео было выпущено на DVD-диске «Lost Memories: The Art & Music of Silent Hill» в 2003 году. На концерте в Ямаоки в Москве в 2015 году по залу бродил Пирамидоголовый в окружении трёх медсестёр, разыгрывая несколько сцен с участием Алекса из Silent Hill: Homecoming.

## Концепция и дизайн

### Игры
Основная идея арт-директора Silent Hill 2 Масахиро Ито состояла в создании «монстра со скрытым лицом». Однако Ито был недоволен своими ранними зарисовками, на которых персонаж больше напоминал человека в маске. Позже он пришёл к дизайну, в котором голова стала изображаться в форме пирамиды. По словам художника, прямые углы и острые грани треугольника указывают на испытываемую боль. Образ монстра был создан под вдохновением от работ Фрэнсиса Бэкона. Одна из картин художника, диптих под названием «Пирамидальная Фигура» (англ. Pyramid Figures), изображала отдалённый праобраз монстра — некое механизированное существо. Она была написана в 1995 году во времена студенчества Ито. На облик шлема повлиял корпус немецкого танка «Тигр II» и экспериментальный ракетоносец-перехватчик Lippisch P.13a.
Из всех существ, присутствующих во второй части серии, только Пирамидоголовый внешне походит на мужчину. Он напоминает бледного человека, одетого в белый халат, местами испачканный кровью, что придаёт ему сходство с мясником. Пирамидоголовый не разговаривает и может лишь издавать утробные звуки вроде ворчания или стона. Его характерная черта — большой красный треугольный шлем, изготовленный из металла. В нём нет прорезей для глаз или других щелей — только тёмный квадрат слева от оси. Основным оружием монстра является Великий нож (англ. Great Knife), который позже заменяется на копьё. Ито хотел, чтобы Пирамидоголовый не был обычным боссом. Несмотря на кажущееся враждебное отношение к Джеймсу, он не является врагом протагониста. Пирамидоголовый относится к типу сквозных персонажей, преследующих героя до самого финала.
Согласно руководству Lost Memories, его внешность была сформирована под влиянием облика палачей, ранее совершавших ритуальные казни в городе. Они носили красные капюшоны и церемониальные одежды, чтобы уподобить себя Валтиэлю. Как и Валтиэль, Пирамидоголовый постоянно преследует главного героя игры. Если у него убрать шлем, станет очевидно, что облик обоих монстров поразительно похож. Объясняется это тем, что одеяние палача и часть других деталей одежды, таких как перчатки, основывались на облике Валтиеля. По данным дизайнера персонажей Silent Hill 2 Такаёси Сато (англ. Takayoshi Sato), Пирамидоголовый является «искажённым воспоминанием о палачах», носивших на лице маски и орудовавших копьями. На его внешность также повлиял вымышленный индейский бог Кзучилпаба.
В Silent Hill: Homecoming облик монстра был несколько переделан, цвет пирамиды изменился на чёрный, а клинок, напоминающий гротескный армейский нож, выполнен в стиле милитари. В целом, его образ во многом позаимствован из первой экранизации. Бугименом Пирамидоголового в своих рисунках называет девятилетний брат Алекса Джошуа. По словам ведущего дизайнера Double Helix Games Джейсона Аллена (англ. Jason Allen), включение монстра в Homecoming было трудным решением. Принимая во внимание роль Пирамидоголового в Silent Hill 2, разработчики решили использовать его в проекте «как воплощение мифа, что родители должны держать детей подальше от неприятностей». Впрочем, на E3 создатели ещё не могли прояснить, зачем монстр появился в игре, кроме как выражали симпатии к его киноварианту. 

### Фильмы

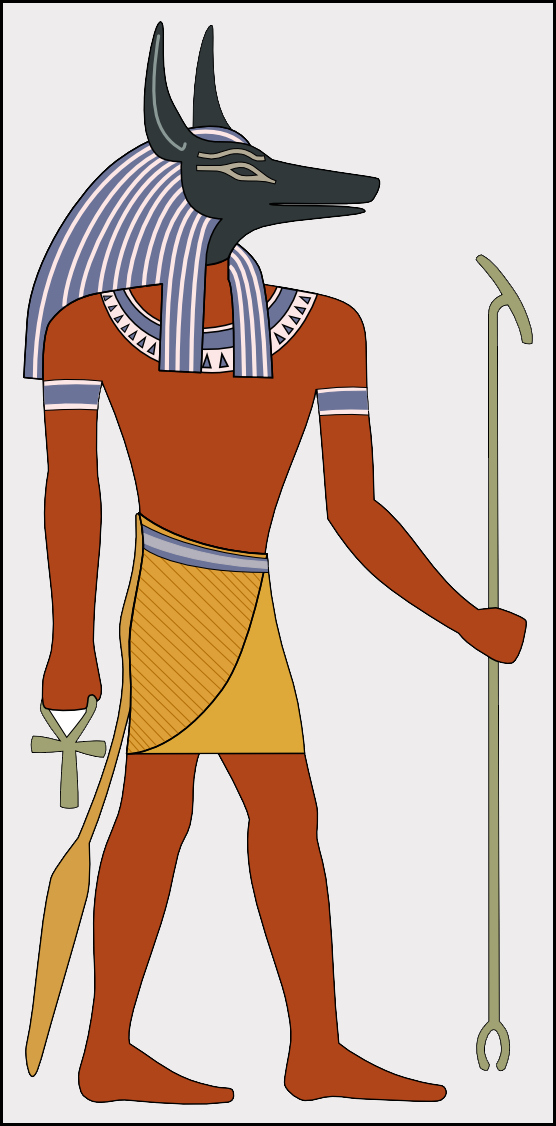
В фильме режиссёр хотел подчеркнуть сходства Пирамидоголового и Анубиса

Кристоф Ган, режиссёр экранизации «Сайлент Хилл», предположил, что, поскольку Пирамидоголовый был одним из палачей в самобытной истории города, у него нет какого-либо персонифицированного, конкретного проявления сущности. В фильме дизайн Пирамидоголового был модифицирован. Изменилась форма шлема — она была устремлена одним ребром вперед, с выдающейся вершиной; в пирамиде появились забранные сеткой прорези и её цвет был изменён с тёмно-красного на серый. Вместо прежнего халата и перчаток Пирамидоголовый носит передник из человеческой кожи, а его грудь и руки обнажены. Сам Пирамидоголовый в фильме примерно на 30 % выше остального актёрского состава — его рост равняется 7 футам. В отличие от игры, где тело монстра деформировано и Пирамидоголовый выглядел чуть ли не как горбун, в экранизации он предстаёт высоким и мощным.
Режиссёр назвал новую конструкцию шлема «миской». Он признавался, что ему было интересно взять персонажа, основанного на компьютерной графике, и воплотить его в реальность. Шлем пирамидальной формы, по его словам, отлично подходит для анимации, однако для процесса съёмок он не годится, поскольку человек под ним не сможет двигаться. В связи с этим первоначальная дизайнерская логика «просто перестаёт работать». Ган пояснял все трансформации тем, что в фильме он хотел уподобить Пирамидоголового Анубису, богу смерти и подземного царства в древнеегипетской мифологии, и Богу-Воину (англ. Warrior God) из франшизы «Звёздные врата». Руководство Konami и композитор серии Акира Ямаока были в восторге от нового дизайна. Ган представил Пирамидоголового, как и остальных героев фильма, «с женской перспективы». Женская психика влияет на его облик, одеяние и физические характеристики. Рада Митчелл, исполнившая роль Роуз ДаСилва, назвала монстра символом и предвестником наступления тьмы.
Майкл Бассет, режиссёр картины «Сайлент Хилл 2», считал, что игроки «возьмут его в оборот», узнав, что монстр, которого не было в Silent Hill 3, вновь вернётся в фильм. Он считал, что нельзя было не учитывать популярности столь узнаваемого существа первой экранизации. В сиквеле Бассет использовал монстра как отражение психологической ситуации, в которую попала главная героиня Хизер. Ей исполняется восемнадцать лет, но её отец по-прежнему важен для неё. Поэтому Пирамида представляет мужественность, выполняющую защитную и угнетающую функции одновременно. Таким образом, это обстоятельство стало точкой противопоставления женственности первого фильма. Бассет отмечал, что Пирамида не простое существо, которое бродит по окрестностям, режет, ломает и убивает. У него есть цель в контексте истории. Пирамидоголовый мог возникнуть как отражение страданий пациентов, которым проводили лоботомию, либо Мясника, занимавшегося приготовлением «фаст-фуда». Обсуждая психосексуальность мира Сайлент Хилл, он заявлял: «…У вас есть Красная Пирамида, таскающий медсестер и занимающийся сексом с ними в коридорах! Должен сказать, мой фильм не об этом».
В игре монстры на самом деле всего лишь пародия на человеческие существа. Настоящие монстры — это люди, сектанты, которые пытали Алессу. Когда я вплотную подошёл к созданию фильма, я понял, что невозможно представить монстров как простых зверей, выпрыгивающих из-за угла.
В фильмах роль Пирамидоголового исполнил танцор и профессиональный хореограф Роберто Кампанелла (англ. Roberto Campanella). Когда создатель эффектов Патрик Татопулос (англ. Patrick Tatopoulos) узнал, что в киноленте должен появиться подобный персонаж, он решил сделать его совершенно иным, отличным от других монстров. Цель Патрика состояла в создании костюма, который актёр мог бы носить весь день. Он работал с очень лёгкими материалами, которым цвет придавал тяжёлый вид. Кампанелла признавался, что костюм оказался на удивление лёгким и комфортным и стал буквально «второй кожей» актёра. Он состоял из пяти частей, которые крепились прямо на тело Роберто. Ноги и ягодицы гримировались, поскольку нижнее белье у монстра отсутствовало. Процесс облачения в костюм и грим занимал от двух с половиной до трёх часов. Для того, чтобы ноги выглядели длиннее обычных, дизайнер использовала ботинки с подошвой толщиной 15 дюймов (38 сантиметров), накрытые «кожистыми» колпаками. По обеим сторонам каждого ботинка прикрепили металлические пластины, которые позволяли зафиксировать лодыжки. Во второй экранизации Кампанелла перемещался на ходулях. Рост монстра достиг почти 10 футов, а оружие визуально удваивало его размеры. Аделаида Клеменс, исполнявшая главную роль Хизер, считала Красную Пирамиду «потрясающим» монстром.
Рада Митчелл назвала Пирамидоголового одним из своих любимых действующих лиц. Она характеризовала монстра как огромного мифического персонажа — ужасающего, но красивого. «Он внушал некое уважение своими размерами. А его движения просты, но чрезвычайно эффектны <…> Все женщины были без ума от него, потому что он щеголял по площадке с голыми ягодицами. И пусть спереди он был очень страшным, сзади этого эффекта не было» — говорила актриса. Впрочем, из-за шлема лица актёра на съёмочной площадке она так и не увидела. Кампанелла пытался в точности воспроизвести движения персонажа из видеоигры. В костюме эта задача оказалась не такой простой, как представлял хореограф. Характер движения Пирамидоголового состоял как бы в преодолении земного притяжения. При съёмках фильма актёр не видел ничего перед собой, кроме пола, что затрудняло балансировку движений. Он отмечал, что трудно было отобразить тяжесть меча, когда на самом деле он был лёгким.

## Символизм и анализ

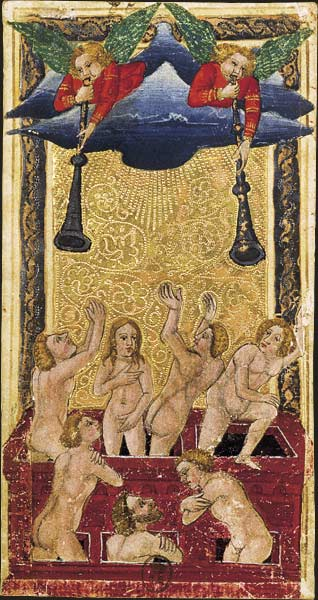
Пирамидоголовому соответствует карта Страшный Суд

Город Сайлент Хилл, опираясь на психику своих посетителей, создаёт альтернативное измерение, которое варьируется от персонажа к персонажу. Так, в Silent Hill 2 на вариацию города влияет протагонист Джеймс Сандерленд. Множество монстров, которые находятся в Сайлент Хилле, символизируют его вину, желание быть наказанным и сексуальное подавление последних трёх лет болезни жены. Пирамидоголовые умирают только после того, как Джеймс примиряется с собственноручным убийством Мэри. Его супруга погибает из-за обиды, разочарования и желания избавить её от страданий. Джеймс знал, что она больна неизлечимой болезнью, и пытался найти лечение в медицинских учебниках. На поздних этапах своей болезни она стала выглядеть физически отталкивающе и то прогоняла Джеймса, то пыталась получить от него надежду на выздоровление. Знание, что болезнь неизлечима, злило и причиняло боль Джеймсу.
В руководстве Lost Memories создатели игры отмечали, что существо оставило множество загадок, бурно обсуждаемых игроками. Пирамидоголовый постоянно убивает Марию — женщину, очень похожую на Мэри. Через этот круг смертей монстр пытается напомнить о смерти жены и заставить Джеймса испытать чувство вины и страдания. Образ монстра основан на изображении палача на картине «Туманный день, останки правосудия» (англ. Misty day, remains of the judgement), которую Джеймс увидел во время посещения города за три года до событий основной сюжетной линии игры. Таким образом, Пирамидоголовый является воплощением жажды наказания, созданным подсознанием протагониста, целью которого является пробуждение Джеймса от самообмана.
Критики создавали собственные теории о трактовках и значении монстра. Так, Кристина Гонсалес (англ. Christina González), рецензент от журнала «The Escapist», предположила, что Пирамидоголовый являет собой сексуального тёмного палача, мазохистское заблуждение Джеймса, олицетворение правосудия и кошмарного демона внутри нас самих. Кен Ганье (англ. Ken Gagne), обозреватель ресурса Computerworld, представляет, что монстр — это отражение гнева и чувства вины Джеймса. Критик IGN, Джесси Скэдин (англ. Jesse Schedeen), рассматривает роль Пирамидоголового на протяжении всей серии Silent Hill как «проявление виновности», комментируя, что это самая гротескная и болезненная форма покаяния. Микель Репараз (англ. Mikel Reparaz) от GamesRadar назвал монстра прямой проекцией чувства вины и ненависти Джеймса на самого себя и предположил, что, вероятно, под шлемом скрывается лицо протагониста. Иван Васильев, обозреватель 3DNews Daily Digital Digest, выдвинул версию, согласно которой финальное появление двух Пирамидоголовых связано с убийством другого персонажа, Эдди. Таким образом, два монстра говорят о двух смертях, к которым причастен главный герой.
Иван Василенко, обозреватель журнала «Лучшие компьютерные игры», высказал идею, что Пирамидоголовый получает Великий нож, только после того как Джеймс забирает окровавленный нож у Анжелы Ороско. При использовании этого оружия движения монстра становятся медленными, будто груз убийства Мэри отражается и на преследователе главного героя. Копьё у Пирамидоголового появляется после того, как протагонист находит ржавую трубу, которой может протыкать тела противников. В этом состоит символизм влияния Джеймса на своё альтер эго. Василенко также указал, что монстр встречается на протяжении игры девять раз, и именно девять ячеек сохранения, красных листочков, даётся перед финальной встречей. Впрочем, Кристоф Ган был несогласен, что Пирамидоголовый — исключительное создание Джеймса. То, что он представляет собой порождение сознания протагониста, является, по его мнению, лишь одной из возможных точек зрения. Режиссёр объяснил: «Не стоит забывать, что Сайлент Хилл и Красная Пирамида существовали и до „истории“ Джеймса».

### Секс и насилие
В сети Интернет Пирамидоголовый известен как символ сексуального насилия. Независимый журналист Саманта Сюй (англ. Samanta Xu) в своей статье «Любовный треугольник» отмечала, что Пирамидоголовый вызывает страстный отклик у большинства женщин, который основан не только на удачной визуализации персонажа, но и на потенциальной привлекательности монстра, направленной на девушек-игроков. Исследуя женскую реакцию фанатов, она отзывалась о нём как о сердцееде и подростковом идоле, чья таинственность проистекает из-за склонности к сексуальному насилию. Наташа Уайтман (англ. Natasha Whiteman), доктор британского университета Лестера, утверждала, что, учитывая чудовищный гарем медсестёр и «огромное орудие» Пирамидоголового, монстра можно рассматривать как альфа-самца среди чудовищ Сайлент Хилла. Некоторые поклонницы признались, что испытывали к нему любовь и сексуальное влечение, отмечая роль жнеца и называя его объектом фетиша, чей безжалостный и социопатический характер не обременён какими-либо моральными или социальными обязательствами.
Доктор Эван Кирклэнд (англ. Ewan Kirkland) из Кингстонского университета не был удивлён подобной реакцией. Он заявил, что выраженная форма сексуальности Пирамидоголового исходит из его доминирующего значения в повествовании и состоит в испытании страха и отвращения. Доктор высказал мнение, что серия Silent Hill опирается на работы Фрэнсиса Бэкона, Ханса Беллмера и Аллена Джонса, и, учитывая, что большая часть заимствованных образов связаны с садомазохизмом, персонажу «уготовлен тот же путь». Кори Сильверберг (англ. Cory Silverberg), представитель Американской Ассоциации сексологов, консультантов и терапевтов, подчеркнул важность границ между реальностью и фантазией. Он посчитал, что Пирамидоголовый является тем тёмным холстом, на который можно спроецировать сексуальные чувства, но добавление насилия делает его менее чётким. Сильверберг задавался вопросом, оставался бы монстр привлекательным, если бы сексуальное насилие в игре было более реалистичным.

## Связанная продукция
Связанная продукция представлена несколькими товарами. Так, с 10 декабря 2010 года магазин Konami Style предоставлял возможность приобрести 32-сантиметровую коллекционную фигурку Пирамидоголового из Silent Hill 2, сделанную из твёрдой смолы. Предложение было действительно только для Японии. С 5 мая 2011 года в том же магазине можно было купить статуэтку Бугимена аналогичного размера. На выставке San Diego Comic-Con 2012 компанией ToyMunkey Studios была представлена ещё одна статуэтка Пирамидоголового, держащего в руках Великий нож и Лежащую фигуру, сделанная из поливинилхлорида в масштабе 1 к 6 и высотой в 13 дюймов.
5 августа на мероприятии Wonder Festival был представлен раскрашенный вариант статуэтки. Серийное производство, первоначально намеченное на осень-зиму 2012, состоялось в феврале 2013 года. Товар также можно было приобрести и в США. Бокс-арт продукта создавал Масахиро Ито. Впрочем, в июле 2013 года на выставке Comic-Con в Сан-Диего продавалось ещё одно изваяние монстра, на этот раз держащего Манекена, высотой в 330 миллиметров, за авторством скульптора Сания Акао (англ.  Shinya Akao) от студии Gecco Corp.
Американские покупатели Silent Hill: Homecoming, предзаказавшие игру в торговых точках Circuit City, получали бесплатный брелок для ключей в виде Пирамидоголового. 28 марта 2013 года в интернет-магазине Amazon.fr появился сборник, включающий первую и вторую экранизации серии, который распространялся в комплекте со статуэткой Пирамидоголового, выпущенной полуторатысячной партией. Ведущие программы Man At Arms: Reforged выковали в Балтиморе почти двухметровую копию Великого ножа, каким он представлен в Silent Hill: Homecoming.

## Восприятие и наследие

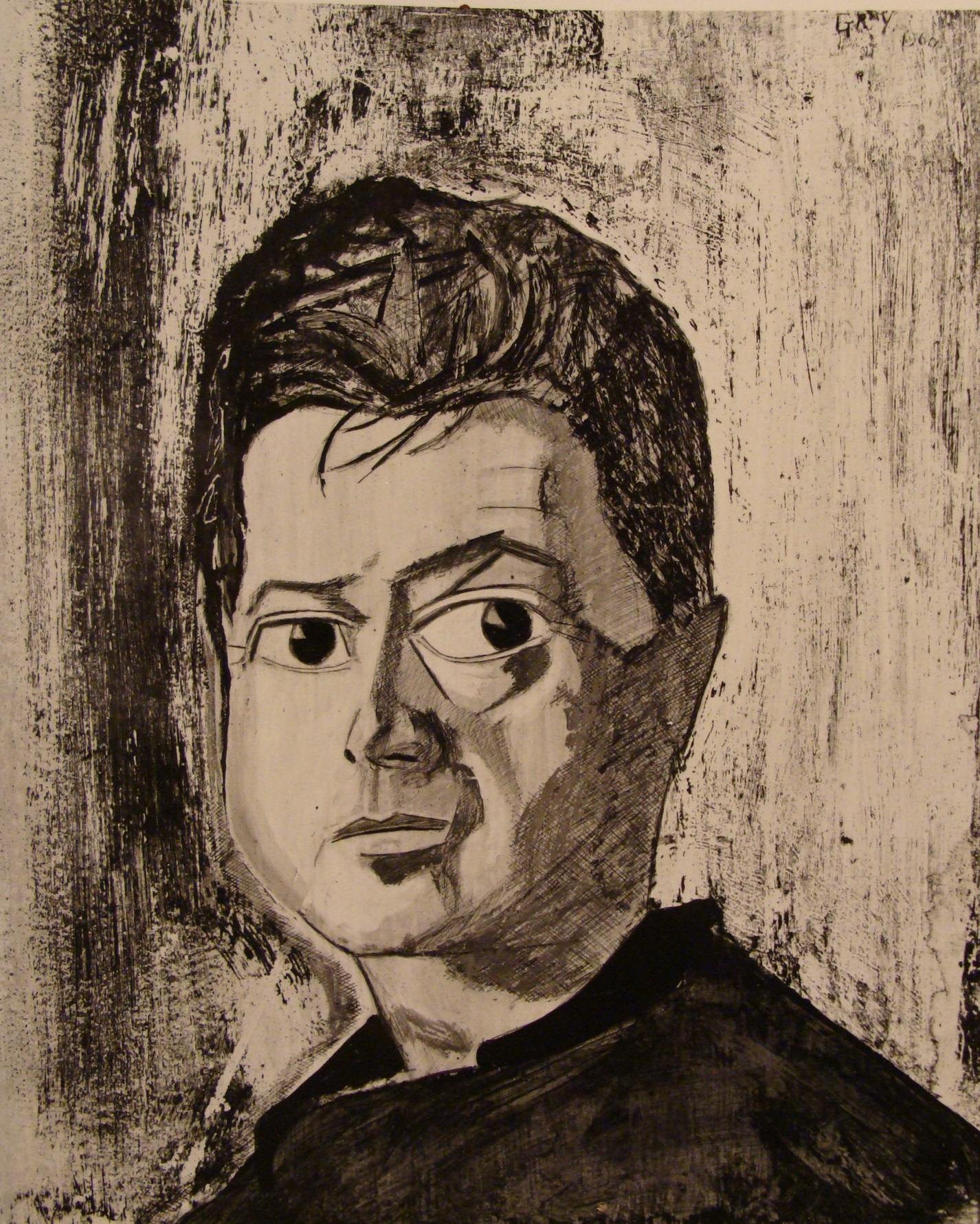
Портрет Фрэнсиса Бэкона. Образ Пирамидоголового основан на работах этого английского художника-экспрессиониста

### Рецепция
Реакция критиков на Пирамидоголового была во многом благоприятной благодаря его характерному внешнему виду и роли в судьбе Джеймса. Рецензенты считают его знаковым злодеем серии, любимцем поклонников, одним из основных элементов привлекательности Silent Hill 2, а также одним из самых известных персонажей хорроров. Рон Дулин (англ. Ron Dulin) от портала GameSpot сравнивал внешний вид монстра с обликом маньяка Кожаное лицо — главного антагониста серии фильмов ужасов «Техасская резня бензопилой» — и назвал его самым страшным монстром в Silent Hill 2. Иван Василенко подчёркивал сходства монстра с Дартом Вейдером. Гонсалес охарактеризовала его как одного из самых запоминающихся игровых антагонистов. Тревис Фэхс (англ. Travis Fahs) из IGN, оценивая ретроспективу жанра survival horror, заявил, что персонаж является одним из самых страшных игровых злодеев. Журнал «Empire» называл его самым шокирующим персонажем за всю игровую историю. Обозреватель ресурса Game Set Watch Александр Ли (англ. Leigh Alexander) считал изнасилование Манекенов самой тревожной сценой за всю историю видеоигр. Дизайнер Фрэнк Руссо счёл красную пирамиду самой характерной визуальной чертой игры.
Кэмерон Льюис (англ. Cameron Lewis), рецензент «Official Xbox Magazine», назвал существо самым узнаваемым в серии. Он высказал мнение, что его «дико непрактичный» головной убор не мешает достигать своих жертв, и заявил, что даже не хочет думать о том, что может делать Пирамидоголовый, когда за ним никто не наблюдает. Джонни Минкли (англ. Johnny Minkley), обозреватель от Eurogamer, при описании антагониста пользовался такими эпитетами как «великолепный» и «ужасающий». Дэниэль Гросс (англ. Daniel Gross), сотрудник ресурса Examiner.com, называл Пирамидоголового любимым монстром, и считал что только он, надев на себя простую геометрическую фигуру, мог выглядеть при этом страшно. Оценивая сборник Silent Hill HD Collection, Лиам Мартин (англ. Liam Martin), представитель ресурса Digital Spy, посчитал монстра самым знаковым отрицательным героем, обеспечивающим постоянный источник страха на протяжении всей игры. Эммануэль Браун (англ. Emmanuel Brown), критик от портала Strategyinformer.com, назвал появления Пирамидоголового лучшими игровыми моментами во всём переиздании.
Сергей Цилюрик, обозреватель «Страны игр», отметил, что Пирамидоголовый является единственным монстром в истории видеоигр, который насилует других монстров, и его сексуальные похождения стали объектом для множества шуток и пародий. Каждая встреча с «таинственным, неуязвимым и жестоким» палачом считалась, по мнению автора, незабываемой. Критик почитал, что Пирамидоголовый является хрестоматийным примером того, каким должен быть враг в игре-ужастике. Дмитрий Карасёв, представитель журнала «Мир фантастики», назвал «потустороннего палача» одним из самых известных чудовищ Silent Hill. Другой обозреватель этого же издания заметил, что внешний вид монстра «запоминается надолго».
Появления Пирамидоголового за пределами Silent Hill 2 получали неоднозначную критическую реакцию. В целом, рецензенты согласились, что монстр появляется в Homecoming только в качестве фансервиса. Чеботарев Олег из журнала «Игромания» высказался о Пирамидоголовом резко критично, считая, что он был «понижен в должности» и «работает ярмарочным клоуном», а в шестой части серии «приковылял <…> с единственной целью — похвастаться обновлённой шляпкой». Сергей Цилюрик посчитал замену имени персонажа «плевком в лицо фанатов» и отметил, что наиболее точным переводом на русский язык имени Бугимен соответствует фольклорная Бабайка. Ник Брекон, обозреватель Shacknews был недоволен появлением «плохого парня», заявляя, что использование его в качестве циклического персонажа и стандартного злодея несколько разочаровывает и выглядит устало: «Где вопиющая тайна в новом головном уборе?» — вопрошал он. Тимур Хорев, представляя журнал «Лучшие компьютерные игры», посчитал возвращение Пирамидоголового достоинством игрового мира. Сергей Думаков, обозреватель издания «PC игры» называл камео монстра блистательным, но непонятным
Образ Пирамидоголового из фильмов, в целом, оставил спорное впечатление у кинокритиков. Его называли тревожным и угрожающим вершителем судеб. Валерий Корнеев предположил, что новый облик монстра сформировался под влиянием работ Иеронима Босха и Ханса Беллмера. Обозреватель «Мира фантастики» заявил, что облик монстра «с мечом» напоминает дизайн персонажей серии игр Final Fantasy. Сергей Цилюрик писал, что появление Пирамиды в фильме сюжетно не обосновано. Аналогично посчитал и Игорь Варнавский, заявив что эпизоды с участием монстра «притянуты за уши» и его присутствие обосновано только тем, что сценарист не смог пройти мимо такого колоритного персонажа. Сергей Непрозванов, сотрудник журнала «Игромания», писал, что экранизации серии уделяют больше внимания Пирамидоголовому, чем психологизму. Рецензент от ресурса DVD Reviews похвалил работу Компанеллы и подытожил: «Это, без сомнения, один из самых поразительных монстров, которых я видел на экране за последнее время».
Образ монстра из второй экранизации понравился Роману Волохову, обозревателю сайта Kinonews. Он показался обозревателю гораздо колоритнее большинства остальных героев — Пирамида был единственным, кто вызывал интерес и извращённую симпатию. Олег Зинцов, сотрудник газеты «Ведомости», выразил мнение, что в Silent Hill: Revelation 3D только появление Малкольма Макдауэлла в роли Леонарда Вульфа могло составить конкуренцию сценам с Пирамидоголовым, монстром-пауком и медсёстрами. Сергей Крикун, рецензент «Мира фантастики», посчитал, что делать выводы о фильме можно уже по рекламному постеру, на котором мускулистый Пирамидоголовый «норовит впиться в глаз смотрящему». Его финальная схватка «с неким подобием сенобита» была охарактеризована как «чудовищная». Аналогичной точки зрения придерживался и Иван Васильев. Битва, которая должна была стать кульминацией киноленты, по его мнению не шла ни в какое сравнение с развязкой первой части. Мэтт Хоукинс (англ. Matt Hawkins) из Kotaku считал, что монстр становится Годзиллой, и технически оставаясь «плохим парнем», помогает главным героям, когда уже всё сказано и сделано. Обозреватель журнала «The Playlist» Дрю Тэйлор (англ. Drew Taylor) считал Красную Пирамиду выдающимся и потрясающим персонажем первой экранизации. В сиквеле же он выглядел неубедительно.
Появление монстра в игре New International Track & Field вызвало неоднозначную реакцию критиков. Уоркмэну он не понравился: монстр был назван неудобным по сравнению его конкурентами — Лягушкой из Frogger и опоссумом Спаркстером из Rocket Knight Adventures, — в то время как критик из «The Escapist» назвал его приятным и весёлым. Люк Планкет (англ. Luke Plunket), обозреватель Kotaku, высказался о персонаже положительно, охарактеризовав его как «очаровашку». Присутствие «каноничной» версии чудовища в Silent Hill: Book of Memories, по прежнему вызывало чувство страха или напряжённости у некоторых рецензентов, однако по мнению критиков, даже столь знакомый атрибут серии не делал игру хоть как-то связанной с предшественницами. Отчасти это объяснялось тем, что монстры не имели психологической подоплёки. Сергей Каннуников, рецензент «Мира фантастики», вопрошал, о каком страхе может идти речь, если «жуткого Пирамидоголового можно просто запинать в углу».

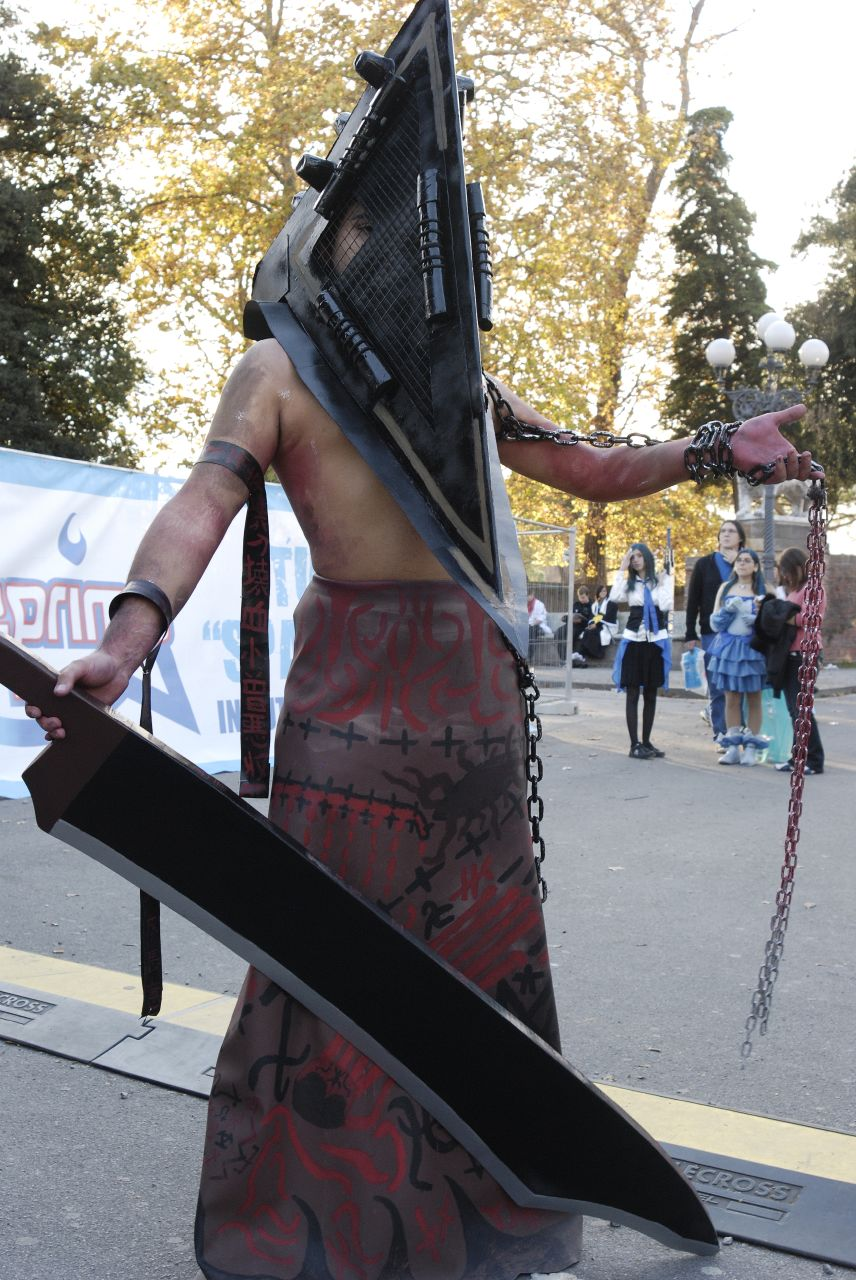
Пример косплея Пирамидоголового c мероприятия Lucca Comics and Games, 2007 год

В Silent Hill: Origins был включён во многом аналогичный по поведению и облику монстр Мясник (англ. The Butcher), которого главный герой застаёт за убийством других существ. Антон Белый от «Игромании» назвал монстра Судью из Silent Hill: Downpour новым обликом Пирамидоголового. Актёр Эрик Боссик, исполнивший роль Генри Таунсенда в Silent Hill 4: The Room, в интервью признавался, что на его исполнение повлиял образ монстра. Обозреватель блога Kotaku Оуэн Гуд (англ. Owen Good) отметил, что шведский лейбл «Odeur» при оформлении осенне-зимней коллекции одежды 2009/2010 года использовал стилистику, настолько схожую с обликом Пирамидоголового, что он опасался нарушения прав интеллектуальной собственности Konami. Крайне напоминал Пирамидоголового Палач из фильма «Обитель зла в 3D: Жизнь после смерти» и Хранитель (англ. Keeper) из The Evil Within.

### Рейтинги
Сотрудники GamesRadar включили персонажа в чарт «25 лучших новых персонажей десятилетия» (англ. The 25 best new characters of the decade), «Топ 7… неожиданных забияк в играх» (англ. The Top 7… Unlikeliest badasses in gaming), дали ему второе место в рейтинге «Страшнейших злодеев за всё время» (англ. The scariest villains EVER), где он уступил только доктору Сальвадору (англ. Dr. Salvador) из Resident Evil 4, а также шестнадцатое в аналогичной сотне. Его называли наиболее сложным, жестоким, откровенно волнующим, ужасающим и культовым среди игроков персонажем. Роберт Уоркмен (англ. Robert Workman) из GameDaily поставил Пирамидоголового первым в списке «Топ 25 страшнейших монстров из видеоигр» (англ. Top 25 Scariest Video Game Monsters). Монстр вошёл в список «Топ 10 самых волнующих боссов из видеоигр» (англ. The Top 10 Most Disturbing Video Game Bosses) по версии канала Spike. Ганье включил Пирамидоголового в чарт «Худших игровых злодеев» (англ. Gaming's 'baddest' villains). Журнал «Empire» расположил монстра на 41 позиции в списке «50 величайших персонажей компьютерных игр» (англ. The 50 Greatest Video Game Characters).
Обозреватели из GamesRadar обратили особое внимание на сцены изнасилований и включили их в рейтинг «10 самых шокирующих игровых моментов за последнее десятилетие» (англ. The 10 most shocking game moments of the decade). Подобная эмоциональная нагрузка «не встречалась в играх ни до, ни после Konami», что придаёт Пирамидоголовому элемент таинственности. Эпизод оставлял неизгладимое, незабываемое и жуткое впечатление. Впрочем, сцена, в которой Пирамидоголовые протыкают себе горло копьями, вошла в антирейтинг «Семь нестрашных моментов в жутких играх» (англ. The 7 least-scary moments in scary games), заняв пятое место. Косплей монстра был признан лучшим костюмом из видеиогры за все время, заняв первое место в рейтинге по версии Джеймса Хокинса (англ. James Hawkins) от ресурса Joystick Division.